# Felméri Lajos

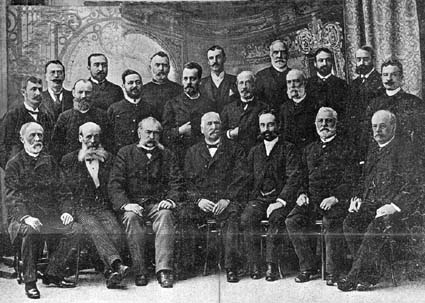
A KAC becsületbírósága 1890-ben, Kolozsvár (balról jobbra, ülnek: Albach Géza, dr. Haller Károly, Girsik János, br. Josika Lajos, br. Josika Gábor, Szigethy Miklós, Haller Rezső; állnak, első sor: gr. Lázár István, dr. Groisz Gusztáv, gr. Béldi Ákos, Concha Győző, Inczédy Sámuel, Gyarmathy Miklós, Deáky Albert; második sor: Kővári Mihály, Matskási Pál, Héczei Lajos, Varró László, gr. Esterházy Kálmán, dr. Baintner Hugó, dr. Felméri Lajos. 1890

Felméri Lajos (Székelyudvarhely,  1840. szeptember 29. –  Kolozsvár, 1894. május 22.) magyar író, újságíró, egyetemi tanár.

## Pályafutása
Elemi és középiskolai tanulmányok után Sárospatakra került, ahol az akadémián a kiváló korabeli filozófus, Erdélyi János előadásait hallgatta. Magánnevelő volt, majd Pesten folytatta tanulmányait: a teológiai főiskola mellett a bölcsészettudományi karon tanult. Több ízben tanulmányúton vett részt Angliában, Skóciában, előadásokat hallgatott német egyetemeken. Megfordult Franciaországban, Svájcban és Észak-Itáliában is.
Tanári pályafutását a sárospataki főiskolán kezdte, ahol – Erdélyi János halála után – 1868-ban vette át a bölcsészeti tanszéket. A lélektan, logika, vallásbölcselet és esztétika mellett pedagógiát is oktatott, határozottabban foglalkozott egy újszerű neveléstani rendszer kialakításának gondolatával. Az 1872-ben Kolozsvárott megalapított tudományegyetem pedagógia tanszékének élére kapott meghívást, ez a tudományos szakírói és professzori  kibontakozás páratlan lehetőségét kínálta számára. Eddig viszonylag keveset írt, ettől fogva sorra jelentek meg tanulmányai a nevelés és oktatás számos kérdéséről a korabeli erdélyi pedagógiai szaklapokban.  Az 1882−1883-as tanévben a bölcsészkar dékánja volt.
1872-től neveléstant tanított a kolozsvári egyetemen. 1879-ben Molnár Lajos Athletikai Gyakorlatok című szakmunkájának megjelenésével egy időben, állami megbízással Angliába ment, ahonnan 1880-ban visszatérve, megírta élete nagy művét. Könyvének az adja sporttörténeti jelentőségét, hogy az abszolút lelkiismeretességű és tudású pedagógus biztonságával támasztja alá mindazt, amit Gróf Esterházy Miksa−Molnár Lajos építeni kezdtek. Munkássága elősegítette a modern pedagógia kibontakozását, amely önálló fejezetben ismertette a testnevelést. Felméri hatására kezdtek 1881-ben „labdát rúgni” a budapesti református főgimnáziumban.

## Írásai
Kolozsvárott kezdett hozzá egyre nagyobb ívű tudomány-népszerűsítő munkásságához. Előadásokat tartott, a széles olvasóközönségnek szánt folyóiratokban publikált cikkeket, tanulmányokat szülőknek, pedagógusoknak nevelési, közoktatási, szociológiai kérdésekről. Műveiben jól kitapintható az angol és francia filozófusok, pedagógusok és pszichológusok hatása. A német pedagógiával szemben távolságtartás és kritikai jellemzi.
- Az iskolázás jelene Angolországban. A vallás- és közoktatásügyi miniszterhez intézett jelentés I-II. Budapest, 1881.
- Úti levelek Skóciából. Sárospatak, 1870.
- A neveléstudomány kézikönyve. Kolozsvár, 1890.
- Nőnevelésünk bajai és társas életünk. Kolozsvár, 1883.

## Sikerei, díjai
Angliában szerzett tapasztalatairól írt tanulmányával elismerő akadémiai jutalmat kapott.